# Rivellia brevifasciata
Rivellia brevifasciata är en tvåvingeart som beskrevs av Johnson 1900. Rivellia brevifasciata ingår i släktet Rivellia och familjen bredmunsflugor. Inga underarter finns listade i Catalogue of Life.